# Belgische Mastiff

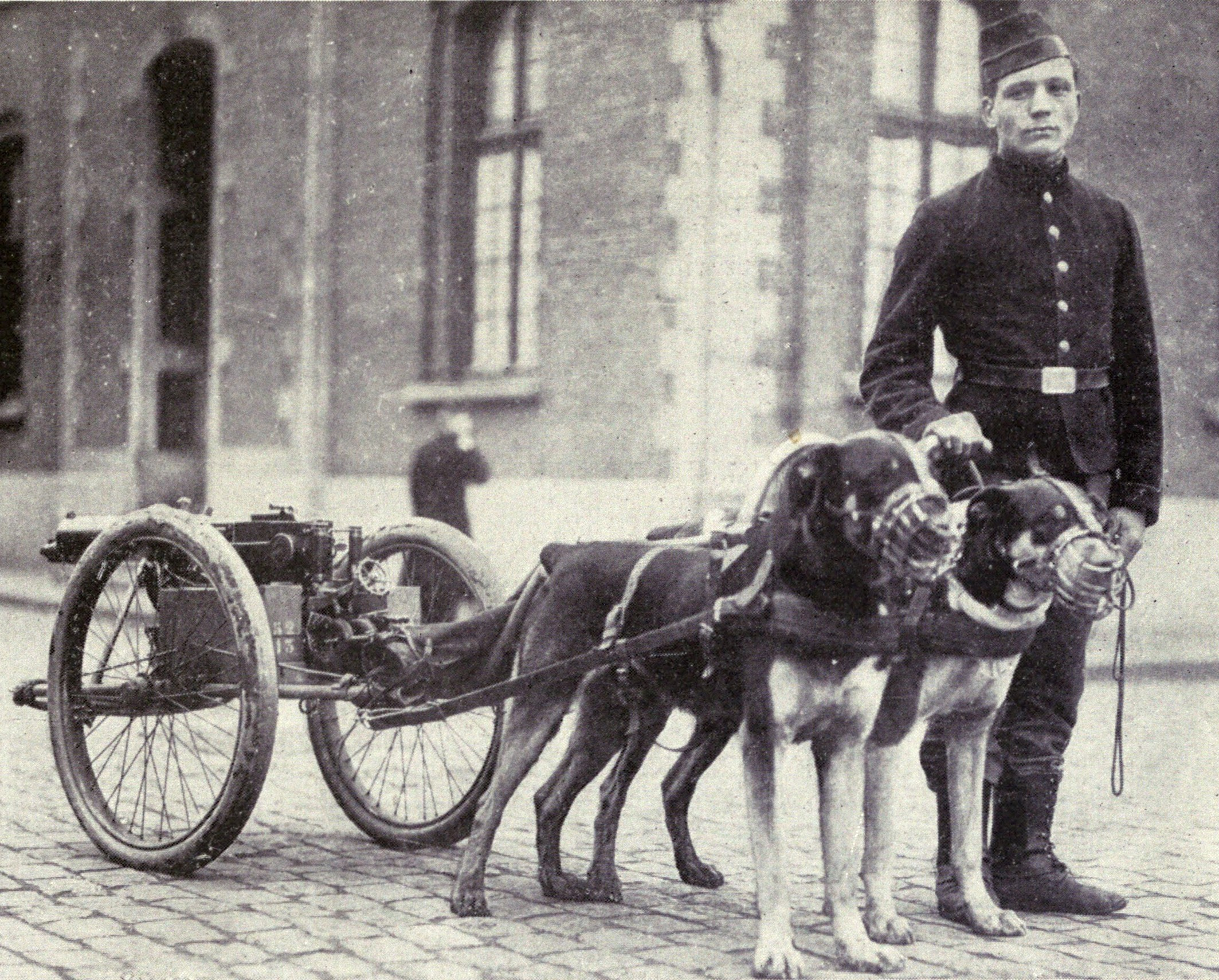
Twee Mastiffs als trekdier in het leger

De Belgische Mastiff, ook wel bekend als de Mâtin Belge of Belgische trekhond, is een Belgisch hondenras dat in de jaren 1960 uitstierf. Het was een grote, sterke hond die oorspronkelijk gefokt werd als trekhond. Door de toenemende mechanisatie in het interbellum liepen de aantallen van het ras sterk terug en verdween het uiteindelijk. In de 21ste eeuw begonnen liefhebbers het ras terug te fokken.

## Geschiedenis
De geschiedenis van de Belgische Mastiff gaat terug op honden die als lastdieren werden ingezet. De hondenkar van bijvoorbeeld de melkboer was in de 19de eeuw een vertrouwd beeld maar ook voor de ploeg en zelfs trekschuit werden dit soort honden gebruikt. Ze waren goedkoper in aanschaf en onderhoud dan een paard en daardoor eerder bereikbaar voor kleine handelaars en landbouwers. Vanaf de 20ste eeuw werd in België aan een ras gewerkt door de veel dieren van dit type in een stamboek op te nemen. Op het hoogtepunt telde dit stamboek ruim 300 honden en werden er shows en trekwedstrijden georganiseerd.
Tijdens de Eerste Wereldoorlog zette het Belgische leger de hond in aan het front om zware lasten te verplaatsen. Vanaf de jaren 1930 raakte de inzet van trekhonden in onbruik en ging ook het aantal Belgische Mastiffs achteruit. In de jaren 1960 kwam er een trekverbod en slonk het aantal dieren zodanig dat het stamboek werd opgeschort. Rond het jaar 2000 herleefde de interesse voor het Belgische ras, nu als gezelschapshond. 